# Doratifera casta
Doratifera casta är en fjärilsart som beskrevs av Scott 1864. Doratifera casta ingår i släktet Doratifera och familjen snigelspinnare. Inga underarter finns listade i Catalogue of Life.